# Valsecca
Valsecca (lombardisch: Alsèca) ist ein Ort und war eine Gemeinde in der Provinz Bergamo in der Lombardei. Valsecca liegt nahe dem Valle Imagna an der Grenze zur Provinz Lecco. Die Entfernung zur Provinzhauptstadt Bergamo beträgt 26 Kilometer. Der Ort liegt auf einer Höhe von 977 m. s. l. m. Ortsheiliger ist Johannes Markus.
Am 21. Januar 2014 wurde Valsecca nach Sant’Omobono Terme eingemeindet. Die Gemeinde hatte am 31. Dezember 2013 436 Einwohner auf einer Fläche von 5 km². Nachbargemeinden waren Brumano, Carenno (LC), Costa Valle Imagna, Erve (LC), Rota d’Imagna und Sant’Omobono Terme.